# MXML
MXML是一种用于在Adobe Flex布局用户界面组件的XML语言。语言标签中使用mx作为前缀。MXML区分大小写，主要用于在Flex中的程序编写。

Adobe系統，這在2005年12月收購了Macromedia公司，給出的縮寫MXML沒有官方意義。一些開發商認為這應該代表“可擴展標記語言”。這是可能的名字來自給發布於2002年和2004年，或者“Macromedia的可擴展標記語言”的Macromedia Studio產品的MX後綴。
MXML主要用於聲明應用程序的接口，也可以用於實現業務邏輯和Web應用的行為，它可以包含ActionScript.CSS代碼。
MXML經常使用Flex伺服器，動態編譯成標準的二進制文件。然而，Adobe Flash Builder的 IDE（原的Adobe的Flex Builder）和免費的Flex SDK也可以編譯成MXML文件，而無需使用一個Flex伺服器。
還有一個PHP PEAR包叫做XML_MXML，這是一個框架來構建的Adobe Flex應用程序。
MXML被認為是一個專有標準，由於其與Adobe技術緊密集成並開源於Apache基金會。

## 理念
修正HTML標記語言混亂、擴充性、彈性均不佳、效能問題(需要下載整份檔案，才能開始對檔案做搜尋)，並且強制規範顯示格式的缺點。
MXML以彈性為出發點提供所有開發商可自行開發，各自的標記語言顯示方式，再由使用者導入即可，

並且由第三方供應商的生成器，其能夠產生其他產品，例如本地或者移動應用。

也就是【第三方顯示介面開發者】+【第三方平台轉換器】+【編輯軟體】，

各自可自行開發完全彈性，再由Web設計師導入使用。

而Web設計師也可以修改，顯示介面開發的套件，做出專屬的介面格式發布成品至各平台。

而MXML就是扮演著【第三方顯示介面開發者】開發標準的腳色，完全開源透明。

## 範例
手機頁面範例:
index.mxml
```
<?xml version="1.0" encoding="utf-8"?>

<s:ViewNavigatorApplication
 
xmlns:fx=
"http://ns.adobe.com/mxml/2009"
 

	
xmlns:s=
"library://ns.adobe.com/flex/spark"
 
firstView=
"testView"
 
applicationDPI=
"160"
>

</s:ViewNavigatorApplication>

```

testView.mxml
```
<?xml version="1.0" encoding="utf-8"?>

<s:View
 
xmlns:fx=
"http://ns.adobe.com/mxml/2009"
 

		
xmlns:s=
"library://ns.adobe.com/flex/spark"
 
title=
"主页视图"
>

	
<s:Label
 
text=
"Hello World!"
>

	
</s:Label>

</s:View>

```

## 擴充結構
基本結構依循XML標準
在這之下 "<s:" 代表 spark 也就是開發商命名空間,由adobe 開發出的套件spark的首字
我們也可以修改或變更導入我們自己的套件